# 安曇広吉
安曇 広吉（あずみ の ひろよし、生没年不詳）は、奈良時代から平安時代初期にかけての貴族。姓は宿禰。官位は従五位上・伊予権介。

## 経歴
光仁朝の宝亀6年（775年）6月に内膳奉膳を務めていたらしく、神今食において天皇への配膳役の席次の前後を高橋波麻呂と相争う。祭儀後、勅判により広吉のみ上中の祓いを科せられた。その後、広吉らは氏記に虚偽を加えて申し立てを行い、前に立って配膳を行うことを許されたという。
桓武朝の延暦4年（785年）従五位下に叙せられ、延暦8年（789年）和泉守に任ぜられる。その後、従五位上に昇叙され、桓武朝末の延暦25年（806年）安房守に任官。嵯峨朝の弘仁元年（810年）薬子の変終結後に伊予権介に任ぜられており、変に連座して左遷されたか。

## 官歴
注記のないものは『続日本紀』による。
- 宝亀6年（775年） 6月：見内膳奉膳か[1]
- 時期不詳：正六位上
- 延暦4年（785年） 正月7日：従五位下
- 延暦8年（789年） 4月14日：和泉守
- 時期不詳：従五位上
- 延暦25年（806年） 正月28日：安房守
- 弘仁元年（810年） 10月2日：伊予権介